# 魏鴻勛
魏鴻勛（?—?），福建省福寧府寧德縣人，清朝政治人物。
光緒二十四年（1898年），参加光緒戊戌科殿試，登進士三甲179名。同年五月，著交吏部掣签分发各省，以知县即用。历任山西汾阳、武乡、曲沃县知县。